# Heerlijkheid Issenheim
Issenheim (Duits: Isenheim) was een heerlijkheid in de Elzas.
Issenheim maakte oorspronkelijk deel uit van het gebied van de abdij Murbach, maar omstreeks 1300 wist Oostenrijk zich meester te maken van de stad en de omgeving. Hierdoor ging Issenheim deel uitmaken van Voor-Oostenrijk. De familie Hus had de heerlijkheid als leen van Oostenrijk. Beleningen zijn bekend uit 1401 en 1411. Later kwam het als leen aan de familie Schauenburg, die het in 1460 verkochten aan het prinsbisdom Metz. De koop ging echter niet door, omdat Oostenrijk als leenheer de overdracht blokkeerde. Vervolgens werd baron Morimont met Issenheim beleend. In 1551 volgde een verpanding aan Fugger. 
Tijdens de Dertigjarige Oorlog werd Fugger verjaagd en kwam de heerlijkheid aan kolonel Jean de Rosen, die met het Zweedse leger was mee gekomen. Het Verdrag van Münster in 1648 bevestigde de nieuwe situatie. Issenheim maakte niet langer deel uit van het Heilige Roomse Rijk en van Voor-Oostenrijk. Na de dood van Rosen volgde zijn weduwe hem op en daarna de Saksische edelman César Pflug. In 1659 kwam de heerlijkheid aan de Franse kardinaal en politicus Jules Mazarin.